# Hrabstwo Montague

Piramida wieku hrabstwa

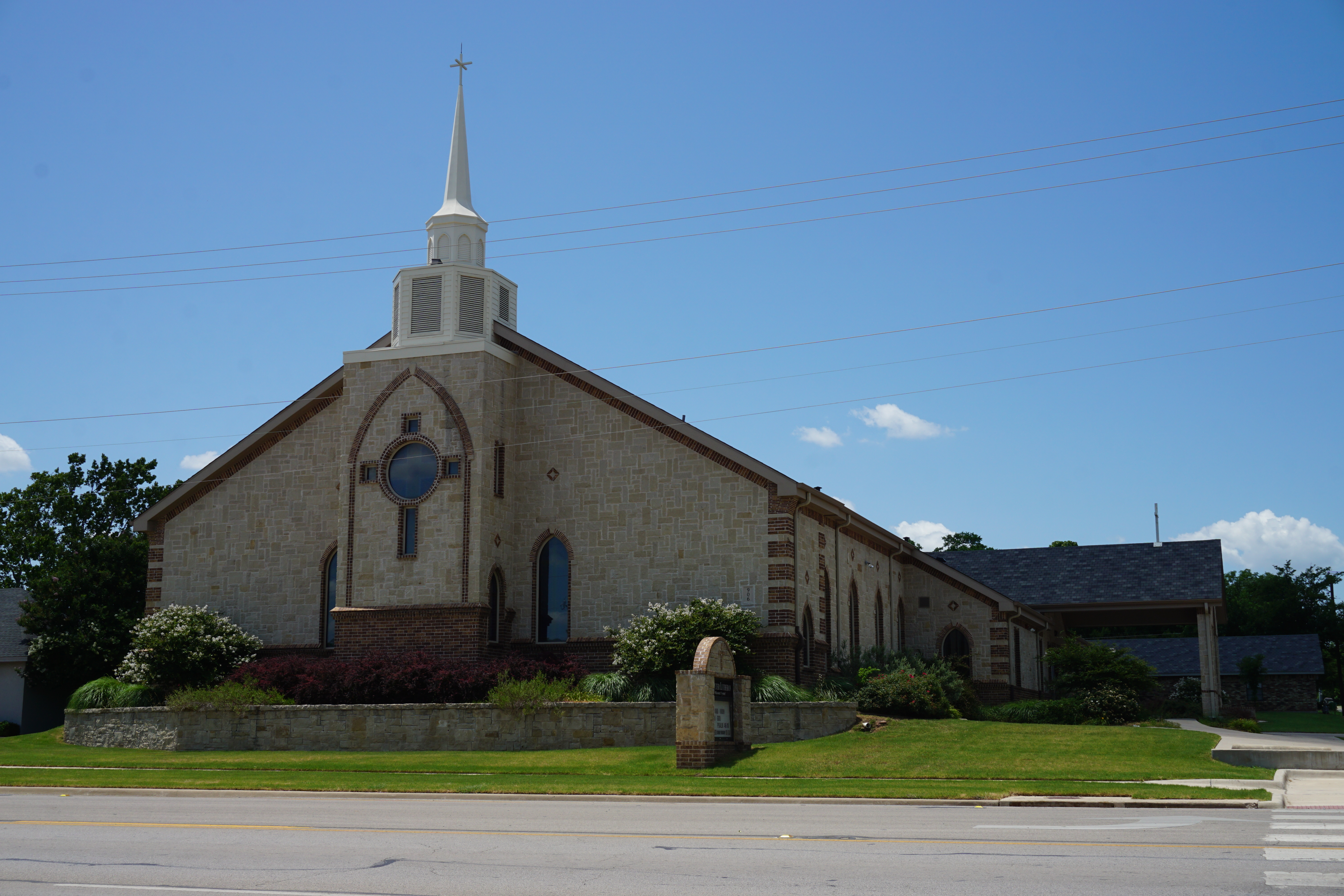
Kościół luterański w Bowie

Hrabstwo Montague – rolnicze hrabstwo w USA, na północy Teksasu, w sąsiedztwie aglomeracji Dallas–Fort Worth, przy granicy ze stanem Oklahoma. Utworzone w 1857 r. Siedzibą hrabstwa jest Montague, a największym miastem Bowie. Według danych z 2023 roku liczy 21,6 tys. mieszkańców.

## Gospodarka
Średni dochód gospodarstwa domowego (dane z 2022) w hrabstwie wynosi 63 336 dolarów, zaś dochód na mieszkańca 31 125 dolarów. 14,8% mieszkańców żyje poniżej relatywnej granicy ubóstwa.
- hodowla koni (8. miejsce w stanie), bydła (największy dochód w rolnictwie), drobiu, owiec i kóz[2]
- uprawa drzewek świątecznych (23. miejsce)[2]
- wydobycie gazu ziemnego i ropy naftowej[3]
- produkcja siana[2]
- uprawa pszenicy, orzechów pekan i żyta[2]
- przemysł mleczny[4].

## Sąsiednie hrabstwa
- Hrabstwo Jefferson, Oklahoma (północ)
- Hrabstwo Love, Oklahoma (północny wschód)
- Hrabstwo Cooke (wschód)
- Hrabstwo Wise (południe)
- Hrabstwo Jack (południowy zachód)
- Hrabstwo Clay (zachód)

## Miasta
- Bowie
- Nocona
- St. Jo

## CDP
- Montague
- Nocona Hills
- Sunset

## Demografia
Według danych pięcioletnich z 2022 roku, 91,6% mieszkańców stanowili biali (84,8% nie licząc Latynosów), 11,6% to Latynosi, 4,2% było rasy mieszanej 0,8% to czarni lub Afroamerykanie i 0,5% stanowiła rdzenna ludność Ameryki.

## Religia
Według danych spisowych z 2020 roku, religijność hrabstwa zdominowana jest przez wspólnoty protestanckie (gł. baptystyczne, zielonoświątkowe i inne ewangelikalne). 6,4% mieszkańców to katolicy i 1% to świadkowie Jehowy. 